# Бучинський Володимир Степанович
Володимир Степанович Бучинський (нар. 22 серпня 1935) — український радянський діяч, старший майстер вагонного депо станції Клепарів Львівської залізниці Львівської області. Депутат Львівської обласної ради народних депутатів 11—17-го скликань (у 1967—1982 роках). Герой Соціалістичної Праці (4.08.1966).

## Біографія
З 1950 по 1952 рік навчався в Львівському залізничному училищі № 1, здобув спеціальність слюсаря з ремонту рухомого складу і автогальм.
У 1952—1954 роках — слюсар вагонного депо станції Клепарів Львівської залізниці Львівської області.
Потім служив у Радянській армії. Після демобілізації повернувся на станцію Клепарів.
З кінця 1950-х років — оглядач вагонів, старший оглядач вагонів, майстер, старший змінний майстер пункту технічного огляду, старший майстер вагонного депо станції Клепарів Львівської залізниці Львівської області.
Член КПРС з 1960 року.
4 серпня 1966 року отримав звання Героя Соціалістичної Праці з врученням ордена Леніна і золотої медалі «Серп і молот».
Закінчив заочне відділення Чернівецького технікуму залізничного транспорту.
Потім — на пенсії в місті Львові.

## Нагороди
- Герой Соціалістичної Праці (4.08.1966)
- орден Леніна (4.08.1966)
- медалі